# Мордва

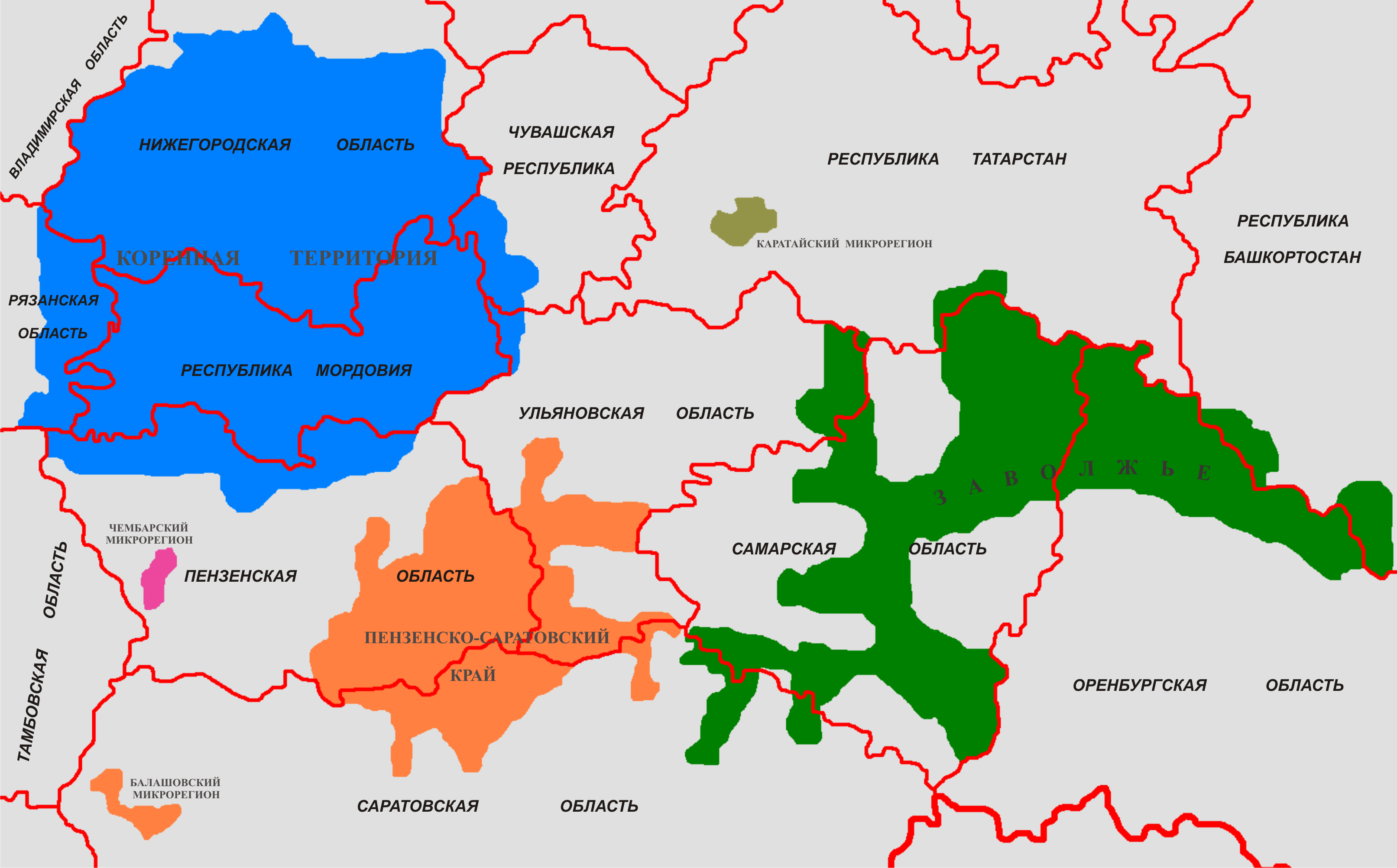
Основні ареали розселення мордви в Європейській Росії

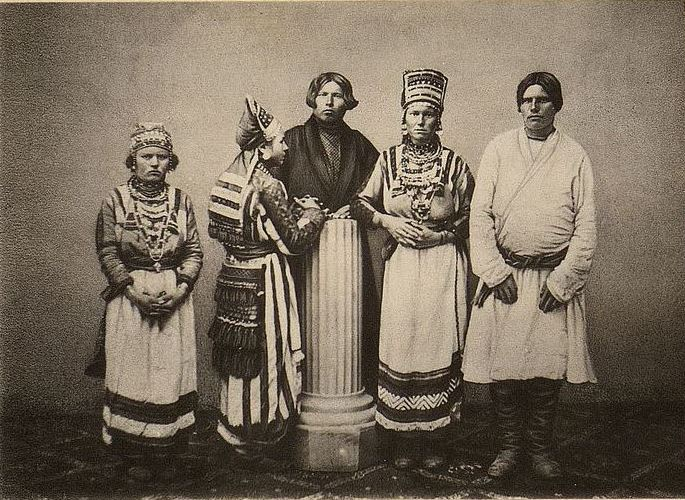
Мордвини (1870)

Мордва́ — об'єднання двох фіно-угорських етносів — ерзя та мокша, які мають власні мови. Серед мордви виокремлюються 2 малих етнічних групи — терюхани, близькі до ерзя, і каратаї, близькі до мокшан.

## Історія
Починаючи з доби пізнього неоліту, на території сучасного проживання мордви була поширена культура ямково-гребінцевої кераміки. Представники даної археологічної культури належали до вираженої лапоноїдної раси.
Археологічні знахідки пов'язані з мордвою датують, починаючи з 1-2 століть нашої ери.
Слово мордва вперше з'являється у готських та арабських історичних джерелах у I тис. до н. е. для означення окремих союзів племен фіно-угорських народів Поволжя.
Після приєднання територій проживання мордви до Московського царства, після XI—XII ст. почався процес асиміляції. Мордва активно брала участь в етногенезі місцевих росіян, змішуючись із ними. У результаті на даний час більшість мордовців вільно спілкуються російською мовою, при чому ерзянську або мокшанську знають менше 30 % мордовців.
Офіційно прийнятий термін для позначення ерзян та мокшан у Російській імперії.
З огляду на велику дисперсність (розпорошеність) ерзянського та мокшанського народу, культурної та мовної неоднорідності, частина комуністичної інтелігенції виступила за збереження етноніму «мордва» для позначення двох споріднених фіно-угорських народів. У такий спосіб 1928 року створено спільний національний округ ерзян та мокшан, який отримав назву «Мордовський». Конституція Мордовської АРСР підтвердила державну функціональність цього нового етноніму.
Тепер ерзянська мова (эрзянь кель) переважає у мордовській спільноті і на ній говорить 2/3 мордовського автохтонного фіно-угорського населення.
Назва «мордва» належить до ряду екзоетнонімів, які традиційно використовували в російській мові та за часів радянської політики коренізації поступово замінювались на самоназви цих народів:
- башкири — башкорти,
- черемиси — марійці,
- вотяки — удмурти,
- остяки — ханти,
- зиряни і перм'яки — комі, комі-перм'яки,
- вогули — мансі,
- чудь — вепси, іжора, вожани,
- лопарі — саами,
- самоїди — ненці, нґанасани, енці, селькупи.

Виняток становлять палеоазійські народи, частина з яких досі носять старі російські екзоетноніми: чукчі (раветляни), якути (сахинці) тощо.

## Термін
Мордва — «угро-фінська народність, мокша та ерзя»; — походження назви не з'ясоване; пов'язується з комі морт «людина», удмуртське мурт «чоловік, наречений», які виводяться від староперського mart «людина» (перське mard «чоловік»). (прор.: удмурт)

## Термін «мордва» в Україні
Зустрічається в староукраїнських літописних джерелах, починаючи з ХІ ст. У ХІІІ ст. в межах південної України селяться представники мокшан (як союзники Золотої Орди) — вони також іменуються мордвою. Починаючи з XVI століття українські переселенці з території Речі Посполитої сягають ерзянських та мокшанських рубежів у районі сучасної Тамбовської області та м. Воронеж. Після утворення Слобідської України — активні міжетнічні контакти, під час яких українці знову називали ерзян та мокшан «мордвою». У середовищі українців з'явилися прізвища на кшталт «Мордовець» — вихідець із Мордовії.
Національно-коректні імена — ерзя та мокша — почали пасивно ширитися в Україні після утворення Мордовської АРСР, масової еміграції ерзян до Української РСР після Другої світової війни, а також у 1990-х роках — завдяки ентузіазму невеличких груп інтелігенції Києва (член-кореспондент НАН України Борис Ткаченко) та Сум (середовище СУМ «Сумщина»).